# Ons Huis-Bond Moyson
Ons Huis en Bond Moyson zijn twee panden op de Vrijdagmarkt in de Belgische stad Gent.

## Historiek

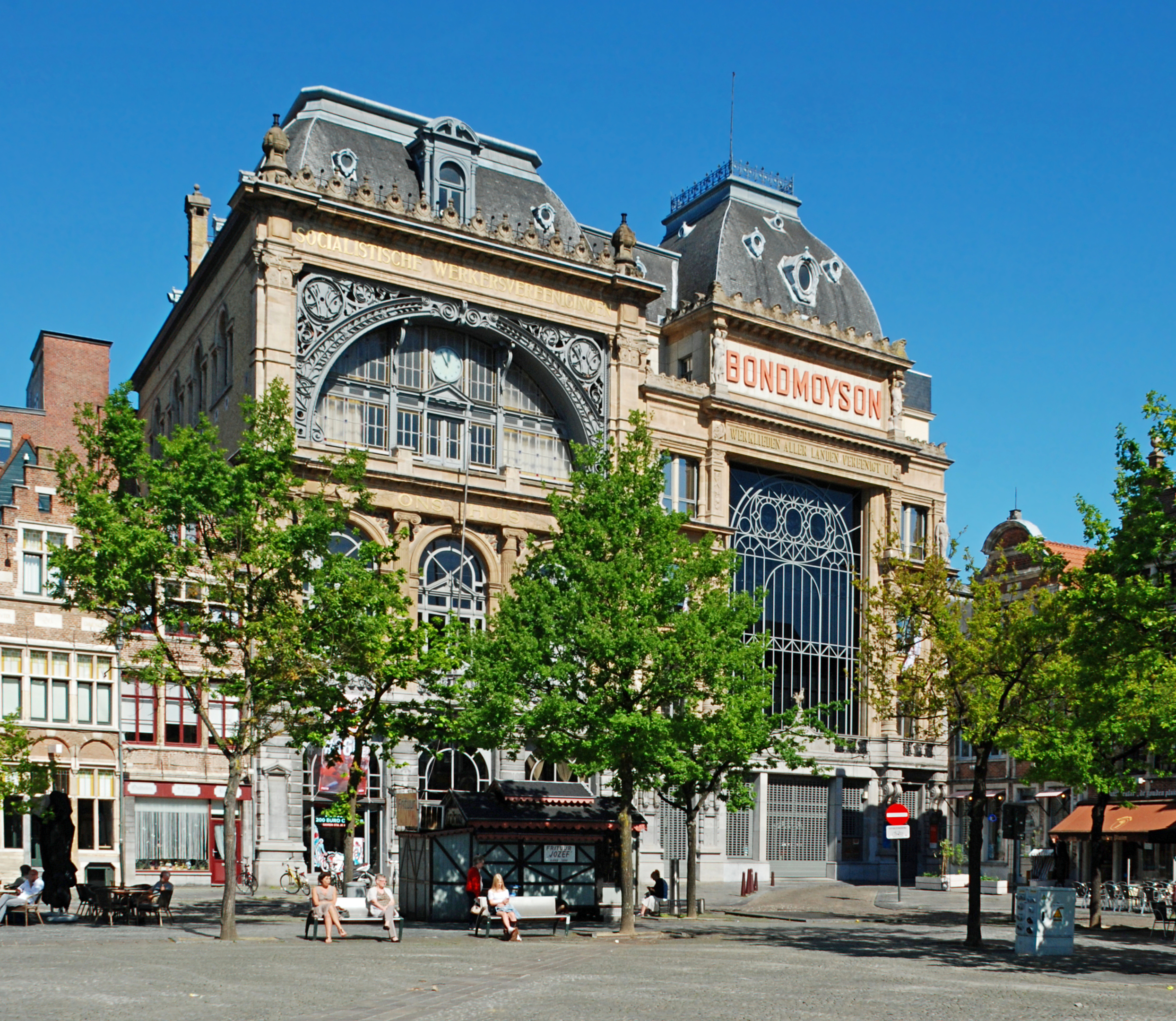
Zicht vanop de Vrijdagmarkt op Ons Huis en de Bond Moyson

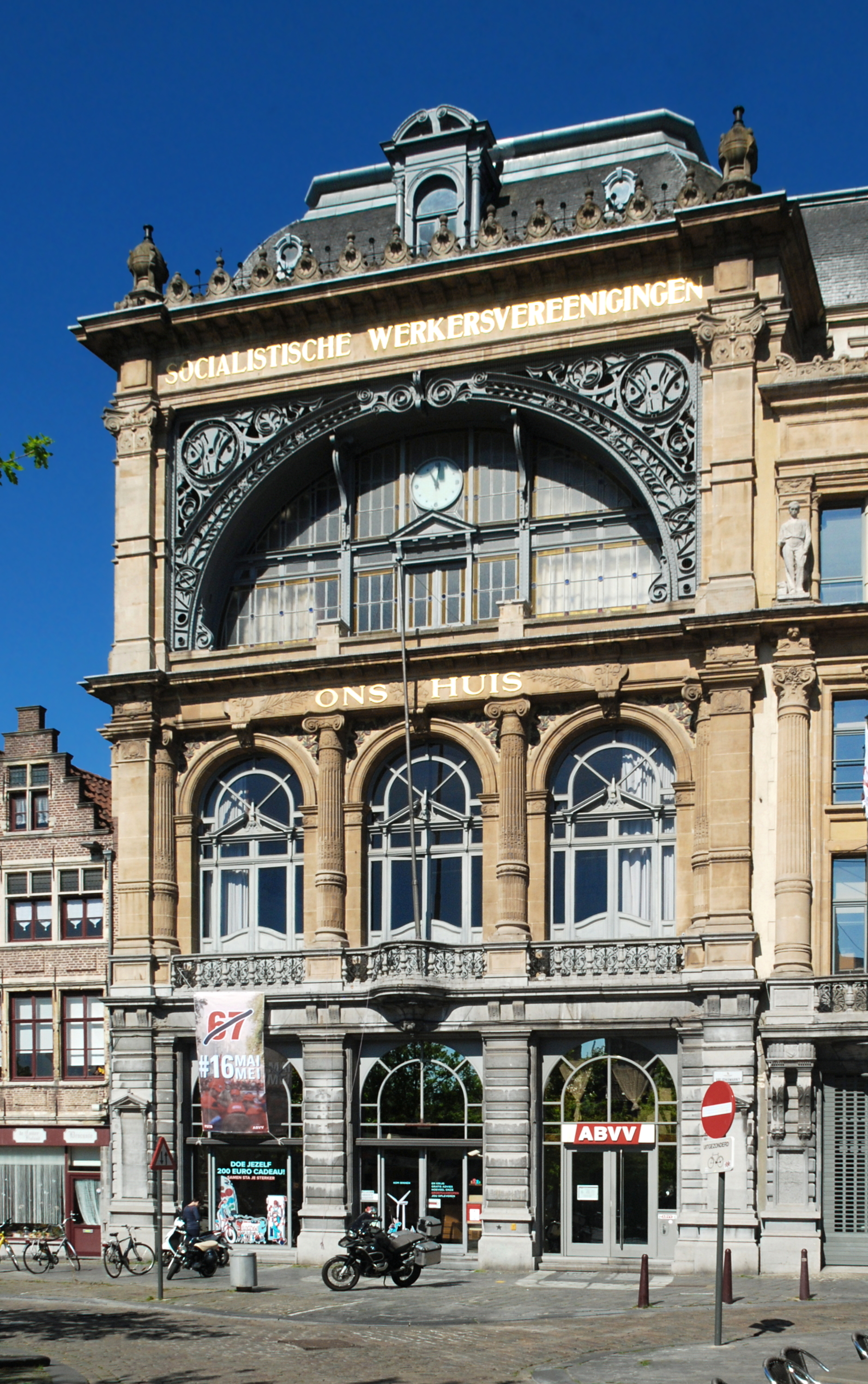
Ons Huis

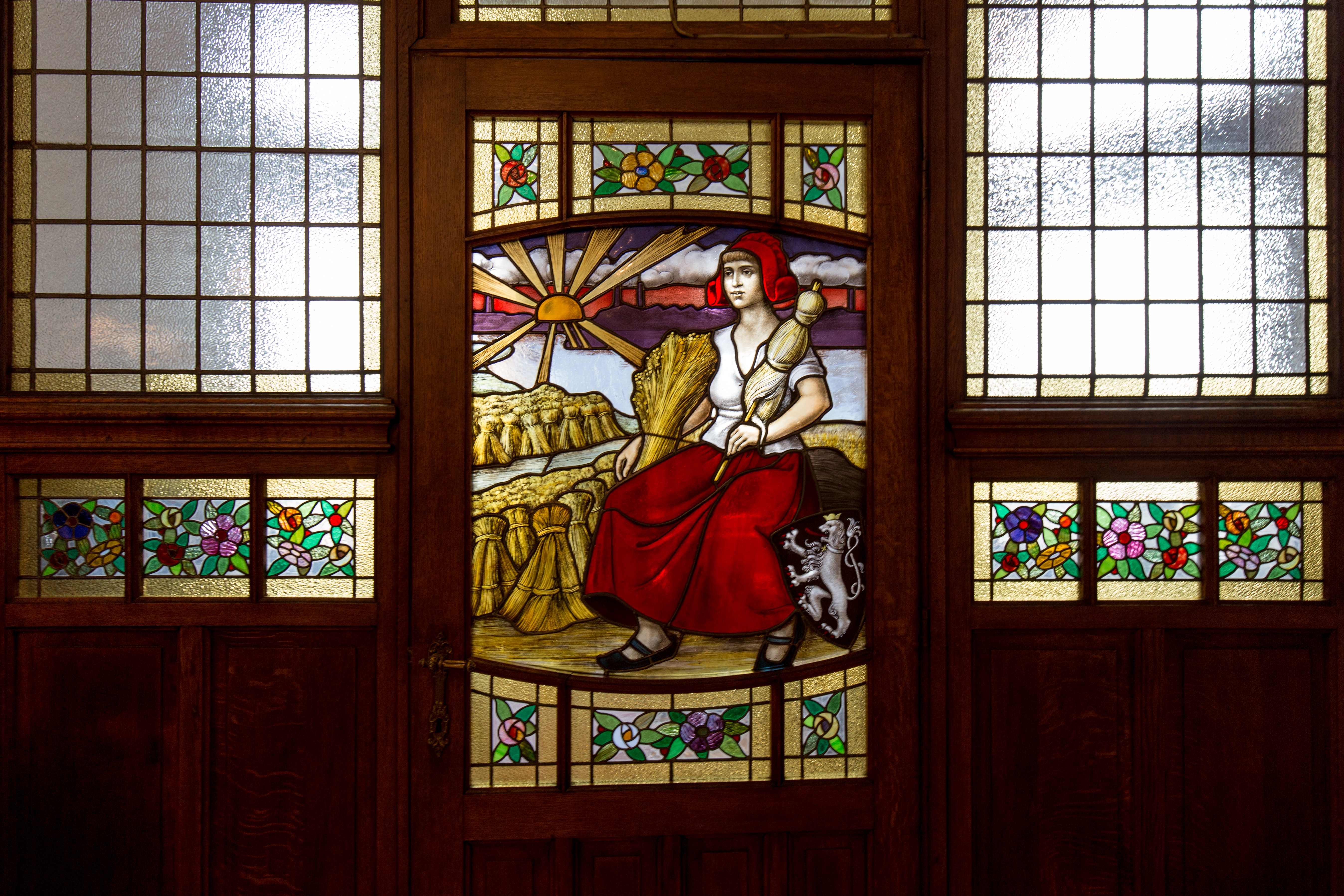

In 1893 werden twee herbergen opgekocht door de Samenwerkende Maatschappij Vooruit Nr.1 op de locatie waar tot 1839 het Utenhovesteen stond. Dit omdat de kledingmagazijnen aan de Garenmarkt te klein waren geworden; de verbouwingen vonden plaats naar een ontwerp van Ferdinand Dierkens. Het gebouw werd bekend onder de naam Groote Magazijnen en functioneerde als warenhuis waar via de coöperatieve allerlei producten konden worden aangekocht zoals stoffen, schoenen en kruiden. Tevens waren er vergaderlokalen en een feestzaal gevestigd. Na een brand in 1897 werd er in twee fasen heropgebouwd, de werken werden uitgevoerd door de Samenwerkende Bouwwerklieden. Dierkens werd door Edward Anseele aangezocht met de opdracht een nieuw imposant tweedelig gebouw te ontwerpen, met de Grands Magasins te Parijs in gedachten. Voor het opsmukken van de gevels met socialistische allegorische taferelen werd beroep gedaan op Jules de Bleye.

### Bond Moyson
Het gebouw werd geopend in 1899 en de nieuwe Groote Magazijnen werden er gevestigd. De voorgevel is opgetrokken uit arduin met een koepelvormige afdekking met neorenaissance œils de bœuf. De middenpartij bevat een grote glazen wand ten gevolge van latere aanpassingen. De zijtraveeën worden gekenmerkt door gecanneleerde pilasters in Korinthische orde. Bij de omvorming van het pand tot kantoorgebouw ging het rijke art-nouveaubinnenwerk verloren. In de loop van de 20e eeuw nam de socialistische mutualiteit Bond Moyson zijn intrek in het gebouw. Tot 2005 was het de hoofdzetel, die vervolgens verhuisde naar Zwijnaarde. In 2019 werd bekendgemaakt dat het ziekenfonds opnieuw zou verhuizen naar de Vrijdagmarkt, na een renovatie van het gebouw.

### Ons Huis
Ons Huis (voluit: Ons Huis, Socialistische Werkersvereenigingen) werd voltooid in 1902. De voorgevel is opgetrokken uit arduin met een koepelvormige afdekking met neorenaissance œils de bœuf. De bel-etage met empire-inslag is geritmeerd door rondboogvensters en gecanneleerde halfzuilen. De bovenste verdieping bevat een nieuwe stijl-gietijzerconstructie in de zwikken van een halfcirkelvormig venster. In de jaren 30 werd een bijkomende vleugel aangebouwd met verbinding naar de Meerseniersstraat. Deze is opgetrokken uit Euville- en baksteen en bevat een loggia en hoektoren.
In Ons Huis werden de studie-, vergader- en ontspanningsactiviteiten georganiseerd. Op de benedenverdieping was er lange tijd een café, boven waren (zijn) er vergaderzalen, een bibliotheek en een feestzaal waar ook theatervoorstellingen werden georganiseerd. Momenteel is er het ABVV Oost-Vlaanderen gehuisvest, alsook de kantoren van de regionale afdelingen van de vakcentrales BBTK, ABVV Metaal en HORVAL.
In het gebouw bevinden zich de oudste vakbondsvlaggen van België. Ze worden bewaard op een standaard met symbolen van het beroep. Het betreft respectievelijke baniers met opschrift Eendragt maakt Macht - Maetschappy Spinders van Gent - 1858 en anderzijds Hou ende Trou - Broederlyke Maetschappy der Wevers van Gent - 1858.
In 1991 werden beide panden gerestaureerd, tevens werd er aanpalend een nieuw kantoorgebouw toegevoegd.